# Svenska vägarbetareförbundet
Svenska vägarbetareförbundet var ett svenskt fackförbund inom Landsorganisationen (LO) som ursprungligen bildades 1914 med namnet Svenska väg- vattenbyggnadsarbetareförbundet och namnändrades 1949 till Svenska vägarbetareförbundet. Det uppgick 1970 i Statsanställdas förbund.

## Historia

### Svenska järnvägsbyggnadsarbetarefackföreningen
Rallarna var de första att bilda föreningar bland väg- och vattenbyggnadsarbetarna. En rallarefackförening bildades i Kaitum 1901, som senare organiserades i Svenska grov- och fabriksarbetareförbundet. 1903 slogs den samman med avdelning 92 och fick namnet Svenska järnvägsbyggnadsarbetarefackföreningen. medlemsantalet växte kraftigt fram till storstrejken bl.a. för att Kata Dalström agiterade på arbetsplatserna. Föreningen var en avdelning inom Grov- och fabriks, men fungerade som fackförbund för rallarna. Det fanns sektioner på olika ställen i landet och man slöt egna avtal. 1908 var medlemsantalet ca 6000, men efter storstrejken sjönk det kraftigt och var endast drygt 2000 år 1911.
1912 presenterade LO sin industriförbundsplan, där även ett väg- och vattenbyggnadsarbetareförbund ingick. År 1914 beslutade Svenska järnvägsbyggnadsarbetarefackföreningen på sitt årsmöte att ombilda föreningen till ett fristående fackförbund med namnet Svenska väg- vattenbyggnadsarbetareförbundet. Till ordförande utsågs Fredrik Aarnseth.

### Krönika
- 1923 hade förbundet 1602 medlemmar. [1]
- 1926 beslöts att inrätta en arbetslöshetskassa, men den blev inte verklighet förrän 1944.
- På 1920-30-talet hade förbundet stark konkurrens inom avtalsområdet från syndikalisterna och även från strejkbrytarorganisationen Arbetets frihet.
- 1932 inrättades en olycksfallsförsäkring p.g.a. de många arbetsplatsolyckorna.
- 1944 anslöts förbundet till Statstjänarekartellen.
- 1949 bytte förbundet namn till Svenska vägarbetareförbundet och ca 5500 medlemmar överflyttas till det nybildade Svenska byggnadsarbetareförbundet.
- 1950 hade förbundet 50 avdelningar med 1354 medlemmar.
- 1970 var man tvungna att effektivisera förhandlingarna på det statliga området. Statstjänarekartellen förslog inte längre.  Åtta förbund och delar av ett nionde bildade därför tillsammans det nya Statsanställdas förbund.